# Gavirangapura, Hosadurga
Gavirangapura là một làng thuộc tehsil Hosadurga, huyện Chitradurga, bang Karnataka, Ấn Độ.